# 圣但尼莱桑斯
圣但尼莱桑斯（法語：Saint-Denis-lès-Sens，法語發音：[sɛ̃ dəni lɛ sɑ̃s]，意为“桑斯附近的圣但尼”；2012年之前名为圣但尼 (Saint-Denis)）是法国勃艮第-弗朗什-孔泰大区约讷省的一个市镇，位于该省北部，属于桑斯区。

## 地理
圣但尼莱桑斯（48°13'43"N, 3°15'59"E）面积6.73 平方千米，位于法国勃艮第-弗朗什-孔泰大區约讷省，桑斯市区北部，约讷河右岸。
与圣但尼莱桑斯接壤的市镇（或旧市镇、城区）包括：维勒佩罗、桑斯、约讷河畔库尔图瓦、屈伊、圣克莱芒、圣马丹迪泰特尔、苏西、维勒纳沃特。
圣但尼莱桑斯的时区为UTC+01:00、UTC+02:00（夏令时）。

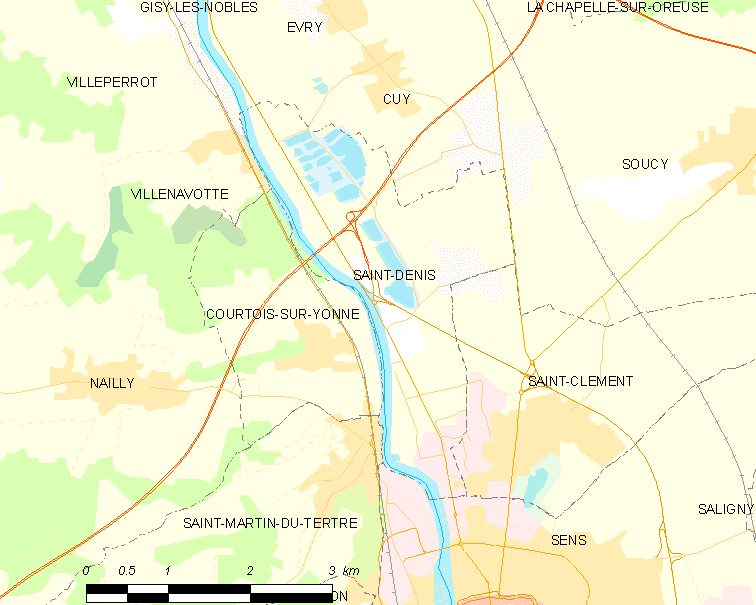
圣但尼莱桑斯的OSM定位图

## 行政
圣但尼莱桑斯的邮政编码为89100，INSEE市镇编码为89342。

## 政治
圣但尼莱桑斯所属的省级选区为奥勒斯河畔托里尼县。

## 交通
法国国家高速公路A19线和约讷省省道D606线及D606B线在境内交汇。

## 人口

1962-2008年间圣但尼莱桑斯人口变化图示

圣但尼莱桑斯于2022年1月1日时的人口数量为624人。